# Южный (Воронежская область)
Ю́жный — посёлок в Богучарском районе Воронежской области.
Входит в состав Мёдовского сельского поселения.

## Население
| 2000 | 2005 | 2010 |
| ---- | ---- | ---- |
| 472  | ↘435 | ↘413 |

## Улицы
| - ул. Гагарина, - ул. Мира, - ул. Пушкина, - ул. Садовая, | - пер. Солнечный, - ул. Степная, - пер. Степной, - ул. Терновая. |